# Wilhelm Loeillot
Wilhelm Loeillot (ur. ok. 1827, zm. 1876 w Berlinie) – niemiecki artysta-litograf, także rysownik i wydawca. Współtwórca słynnej kolekcji Aleksandra Dunckera przedstawiającej pałace i dwory w Cesarstwie Niemieckim (stworzył m.in. litografię Pałacu Wincklerów w Miechowicach). Autor litografii przedstawiającej zamek grodzieński w Górach Wałbrzyskich oraz panoramy Gryfina.